# دولت‌آباد علیا
 دولت‌آباد علیا، روستایی از توابع بخش ماهیدشت شهرستان کرمانشاه در استان کرمانشاه ایران است.

## جمعیت
این روستا در دهستان ماهیدشت قرار دارد و بر اساس سرشماری مرکز آمار ایران در سال ۱۳۸۵ جمعیت آن ۱۳۹ نفر (۲۶خانوار) بود.